# Corry Moolhuysen-Fase
Cornelia Maria Isabella (Corry) Moolhuysen-Fase (Donkerbroek, 9 augustus 1941) is een Nederlandse voormalig bestuurster en politica voor de Democraten 66 (D66).

## Levensloop
Corry Moolhuysen-Fase werd geboren als een dochter van een predikant. Na het behalen van het gymnasium diploma aan de Openbare middelbare school te Assen studeerde ze Nederlands recht aan de Rijksuniversiteit Groningen. Ze begon haar carrière als voorzitster van de Regionale Stichting Gezinszorg Langstraat. Daarna was ze lid van de Centrale Raad Gezinsverzorging. Van 8 juni 1982 tot 16 september 1982 was ze lid van de Tweede Kamer der Staten-Generaal. Daarna was ze werkzaam als voorzitster van de Stichting Nederlandse Gezinsraad.
Moolhuysen-Fase is getrouwd op 10 juli 1965 te Groningen en heeft twee kinderen. Ze is woonachtig in het dorp Made.
- Parlement.com: vg09lln9o3zt